# Upplands runinskrifter 1121

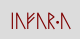
runslingan på U 1121

Upplands runinskrifter 1121 är ett runstensfragment som står på östra sidan vägen mellan Björklinge och Skuttungeby, vid korsningen mot Skogshyddan. Det står bredvid U 1118.

## Inskriften

### Inskriften i runor[1]
ᛁᚢᚠᚢᚱ᛫ᚢ

### Inskriften i translitterering[2]
IufuR auk

### Inskriften i översättning[3]
"Jovur och..."

## Historia
Fragmentet togs år 2000 loss ur en bro vid gärdet i Örke och flyttades 500m norr till den nuvarande platsen.